# Spathulina peringueyi
Spathulina peringueyi är en tvåvingeart som beskrevs av Mario Bezzi 1924. Spathulina peringueyi ingår i släktet Spathulina och familjen borrflugor. Inga underarter finns listade i Catalogue of Life.